# Чья вина
«Чья вина?» — немой художественный фильм 1916 года Андрея Андреева по мотивам одноимённого романа Анастасии Вербицкой. Премьера фильма состоялась 24 июля 1916 года. Фильм не сохранился.

## Сюжет
Вера и Станский полюбили друг друга. Столкнулись две силы, две страстные и одарённые натуры. Он — новатор-педагог, фанатично преданный своей идее; она — рождённая артисткой, с прекрасным голосом. Он ищет места в провинции, где нет людей. Она стремится на сцену. Но Станский диктует Вере свои условия: семья или сцена. Выбор должен быть сделан сознательно и бесповоротно — и здесь же. Он презирает искусство, далёкое от широких масс, доступной лишь горсти сытых и праздных людей. Побеждённая своей страсью, Вера отрекается от своего призвания, бросает консерваторию и выходит замуж за Станского.
Прошло три года. У Станских есть дочь Маня. Но любовь к ребёнку и мужу не может удовлетворить мятежную душу Веры. С неотразимой властью проснулись и манят её снова яркие мечты о сцене. Тайком от мужа Вера добивается в Москве дебюта. Но прекрасный голос не может искупить отсутствия школы и неопытности дебютантки. Пережив первые минуты отчаяния, с гордостью, присущей сильным душам, Вера решает добиться своего места в мире упорным трудом и уезжает из дома матери заграницу для работы и борьбы. Накануне отъезда, заливаясь слезами, она пишет мужу, прося простить ей обман и не отрекаться от неё. Потрясённый этой изменой долгу, Станский отвечает Вере, что он вычёркивает её из своей жизни и души. В погоне за славой она разбила его сердце, убила в нём веру в женщину. Но есть ещё одно преступление, которого он не в силах простить: она бросила своё дитя. Он не хочет отравлять душу дочери повестью измены и предательства. И когда Маня спросила его: «Где моя мать?» — он ответил ей: «Твоя мать умерла».
Проходит шесть лет. Терпя жестокие лишения и одиночество, Вера кончает своё учение и получает дебют в Париже. За эти годы она отправила мужу несколько писем, прося простить её. Но все следы Станского, покинувшего уездный город, затерялись. Вера отдаётся человеку, долгие годы любившего её. А Станский между тем первый порвал с прошлым. Он сошёлся с молоденькой девушкой, но свою Маню, хрупкую и болезненную девушку, он любит по-прежнему исключительно страстной любовью. И вот прошло ещё пять лет. Мане уже тринадцатый год, она учится в гимназии. Жизнь даётся нелегко этой талантливой, впечатлительной девушке, с утончённой и нервной организацией и к тому же страдавшей хроническим пороком сердца. Ревнивая Маня не любит свою мачеху, и видя ласки, расточаемые маленькому Коле, страстно тоскует об умершей матери. Она несчастна.
И вот внезапно, благодаря целому ряду случайностей, перед Маней встаёт какая-то роковая загадка в прошлом её отца. Почему-то все думают, что мать её жива. Полная ужаса, она задаёт отцу этот вопрос, и надежда, что мать жива, бьётся в её большом сердце. «Твоя мать умерла, молись за неё», — отвечает Станский, потрясённый необходимостью лжи, но не видя иного выхода. В это время в Большом театре идут гастроли парижской певицы Лолы. Случайно, ради Мани, попав в театр, Станский в знаменитой Лоле узнаёт свою жену — Веру. В ту же ночь, испуганная его сердечным припадком, Софи умоляет его обвенчаться с нею, чтобы дать имя его детям. Жена его, наверное, умерла. «Она жива, Соня, она жива», — этот крик Станского слышит проснувшаяся Маня. И с этого момента углубляется драма детской души.
Вера, тоже узнавшая мужа в театре, достаёт его адрес и с улицы в окна видит его семейную обстановку, Софи и Колю. Нет только Мани. Где она? В эту минуту Маня, возвращаясь из гимназии, замечает женщину в чёрном у окна. Артистка скрывается, не догадавшись в первый миг, что рядом с неё стояла её Маня, оплаканная ею за эти годы такими жгучими слезами. Ревность отуманила её. А в душе девочки поселяется ужас. Кто эта женщина, лицо которой она не смогла разглядеть? Она заболевает в ту же ночь, но перемогается. Лола на вечеринке в одном доме узнаёт в Мане свою дочь и встречает мужа.

## Оценки и критика
Наряду с фильмом «Андрей Тобольцев», поставленным Андреевым годом ранее по другому роману Вербицкой, фильм «Чья вина?» был отмечен Б. Лихачёвым как «несомненно удачный».